# Sam (Elektroauto)
Das Sam ist ein dreirädriges Fahrzeug der Fahrzeugklasse L5e für zwei Personen, deren Sitze hintereinander angeordnet sind. Der Verbrauch des Elektroautos aus der Gruppe der Leichtfahrzeuge ist mit 5 kWh pro 100 km angegeben.

## Unternehmensgeschichte und Fahrzeugentwicklung
Als im März 1994 der von Nicolas Hayek als Tochtergesellschaft von Swatch gegründete Kraftfahrzeughersteller SMH Volkswagen AG/SMH Automobile AG teilweise von der Daimler AG übernommen, in die MCC (Micro Compact Car) GmbH umgewandelt und in den Geschäftsbereich Mercedes-Benz Cars eingegliedert wurde, ergaben sich Differenzen mit dem früheren Entwicklerteam. Marc Frehner (Autodesigner), Daniel Ryhiner (Automobil- und Umwelttechnologe) und Reiner Martin (Finanzmanager) verließen MCC und gründeten 1996 die Cree (Creation Research Ecology Engineering) AG in räumlicher Nähe zum Sitz von Swatch. 2001 wurde der Sam Cree vorgestellt.
Die Schweizer Cree AG produzierte neben dem Ur-Modell insgesamt 90 Prototypen, stellte aber aufgrund fehlender Kapitalbeschaffungsmöglichkeiten im Jahr 2003 die Produktion weiterer Prototypen ein. 2009 wurde durch die IG Sam Schweiz noch ein letzter Sam nach gleicher Bauweise aus Ersatzteilen gebaut.
Im gleichen Jahr übernahm die polnische Impact Automotive Technologies die Produktion. Ab Sommer 2009 wurde das Elektroauto serienmäßig in Pruszków produziert und in Polen für umgerechnet 15.000 Euro (netto) verkauft. Ab Ende 2009 war das Nachfolgemodell Sam Re-Volt in Polen, in der Schweiz und in Deutschland erhältlich. Die Produktion endete 2014.